# Sh2-304
Sh2-304 è una nebulosa a emissione visibile nella costellazione del Cane Maggiore.
Si individua nella parte centrale della costellazione, circa 8° a sud di Sirio, la stella più brillante del cielo notturno; si rivela come una debole nube irregolare nelle fotografie riprese attraverso strumenti amatoriali di potenza elevata, con l'aiuto di appositi filtri. Il periodo più propizio per la sua osservazione nel cielo serale è compreso fra i mesi di dicembre e aprile; la sua declinazione meridionale fa sì che sia osservabile con più facilità dalle regioni australi, sebbene sia visibile senza difficoltà anche dalla gran parte delle regioni dell'emisfero nord.
Si tratta di una grande nube orientata in senso nord-sud; la fonte della ionizzazione dei gas è EZ Canis Majoris, una stella di Wolf-Rayet nota anche come WR 6 e la cui magnitudine media si aggira attorno a 6,65. Questa stella è responsabile anche della ionizzazione delle nubi Sh2-303 e Sh2-308, anch'esse molto estese e facenti parte dello stesso sistema nebuloso; la distanza della stella e delle nubi ad essa associate sarebbe di circa 575 parsec (1875 anni luce), anche se secondo altri studi la distanza della stella e delle nubi ad essa associate sarebbe di 1800 parsec (5870 anni luce). Secondo gli studi che indicano le stime di distanza più basse, EZ CMa appartiene ad un'associazione OB molto estesa e poco concentrata, visibile nella stessa direzione dell'ammasso aperto Cr 121 e probabilmente legata a M41, associazione nota come Canis Major OB2; questa struttura è situata a circa 200 parsec dal Complesso di Orione e a breve distanza dai bordi esterni della Nebulosa di Gum. Ad una distanza doppia fra il Sole e CMa OB2 e sulla stessa linea di vista si osserva invece CMa OB1, una seconda associazione OB, legata alla Nebulosa Gabbiano e probabilmente allo stesso Cr 121.